# TV 2 Gruppen
TV 2 Gruppen — крупнейшая медиакомпания Норвегии, предоставляющая услуги в сфере информационных технологий: телевещание, радиотрансляция, Интернет-услуги, мобильная связь и другие. Является основателем и владельцем телеканала TV 2, а также других дочерних проектов: TV 2 Zebra, TV 2 Nyhetskanalen, TV 2 Filmkanalen, TV 2 Sport, TV 2 Science Fiction, TV2.no и TV 2 Mobil.